# Chaos and Disorder
Chaos and Disorder —en español: «Caos y Desorden»— es el decimoctavo álbum de estudio del músico estadounidense Prince, publicado el 9 de julio de 1996 por Warner Bros. Records. El disco alcanzó el puesto #26 en los Estados Unidos y el #14 en el Reino Unido. A pesar de haberse agotado y de no haber sido editado por años, fue lanzado digitalmente en Tidal en 2016 y en iTunes en 2018, y reeditado en CD y vinilo en septiembre de 2019. Prince se rehusó a promocionar este álbum, todavía montado en un pleito con la Warner Bros. por su contrato, y el disco salió simplemente para cumplir con sus obligaciones contractuales. El corte de difusión «Dinner with Delores» fue publicado como sencillo solo en el Reino Unido, e incluso con la escasas promoción que tuvo llegó a formar parte de los «cuarenta principales» de ese país, aunque comercialmente fue un éxito menor en comparación con sus estándares anteriores.

## Lista de canciones
Todas compuestas por Prince.
1. "Chaos and Disorde r" –  4:19
2. "I Like It There" – 3:15
3. "Dinner with Delores" – 2:46
4. "The Same December" – 3:24
5. "Right the Wrong" – 4:39
6. "Zannalee" – 2:43
7. "I Rock, Therefore I Am" – 6:15
8. "Into the Light" – 2:46
9. "I Will" – 3:37
10. "Dig U Better Dead" – 3:59
11. "Had U" – 1:26

## Sencillos
- «Dinner with Delores» (#36 Reino Unido)